# Herrad Spilling
Herrad Spilling (* 9. Oktober 1943 in Halle an der Saale) ist eine deutsche Philologin und Paläografin.
Herrad Spilling studierte Geschichtswissenschaft und Romanistik sowie Lateinische Philologie des Mittelalters und Handschriftenkunde. Sie wurde 1975 an der Albert-Ludwigs-Universität Freiburg im Breisgau promoviert. Sie ist wissenschaftliche Bibliothekarin und hat sich habilitiert. Sie ist außerplanmäßige Professorin für Lateinische Philologie des Mittelalters, Handschriftenkunde und lateinische Paläographie an der Eberhard Karls Universität Tübingen und lehrte am Institut für Geschichtliche Landeskunde und Historische Hilfswissenschaften. Sie war stellvertretende Leiterin der Handschriftenabteilung der Württembergischen Landesbibliothek Stuttgart.

## Schriften (Auswahl)
- Lateinische Pergamenthandschriften österreichischer Provenienz in der polnischen Nationalbibliothek (= Österreichische Akademie der Wissenschaften. Philosophisch-Historische Klasse. Sitzungsberichte. Band 846). Verlag der Österreichischen Akademie der Wissenschaften, Wien 2014, ISBN 978-3-7001-7402-8.
- mit Katharina Bierbrauer, Felix Heinzer: Das Sakramentar der Fürstlich Fürstenbergischen Hofbibliothek. Cod. Don. 191 / Württembergische Landesbibliothek Stuttgart (= Patrimonia. Band 85, ISSN 0941-7036). Kulturstiftung der Länder, Berlin 1996.
- Opus Magnentii Hrabani Mauri in honorem sanctae crucis conditum. Hrabans Beziehung zu seinem Werk (= Fuldaer Hochschulschriften. Band 18). Knecht, Frankfurt am Main 1992, ISBN 3-7820-0656-9.
- Sanctarum reliquiarum pignera gloriosa. Quellen zur Geschichte des Reliquienschatzes der Benediktinerabtei Zwiefalten. Federsee, Bad Buchau 1992, ISBN 3-925171-25-8.
- Die datierten Handschriften der ehemaligen Hofbibliothek Stuttgart (= Die datierten Handschriften der Württembergischen Landesbibliothek Stuttgart. Band 1). Auf Grund der Vorarbeiten von Wolfgang Irtenkauf. Hiersemann, Stuttgart 1991, ISBN 3-7772-9024-6.
- Die Visio Tnugdali. Eigenart und Stellung in der mittelalterlichen Visionsliteratur bis zum Ende des 12. Jahrhunderts (= Münchener Beiträge zur Mediävistik und Renaissance-Forschung. Band 21). Arbeo-Gesellschaft, München 1975, ISBN 3-920128-22-1 (zugleich: Freiburg (Breisgau), Universität, phil. Dissertation, 1974).